# Мерфи (Оклахома)
Мерфи (енгл. Murphy) насељено је место без административног статуса у америчкој савезној држави Оклахома.

## Демографија
По попису из 2010. године број становника је 219, што је 12 (-5,2%) становника мање него 2000. године.
| Група             | 2000.       | 2010.       |
| Белци             | 152 (65,8%) | 137 (62,6%) |
| Афроамериканци    | 0 (0,0%)    | 0 (0,0%)    |
| Азијати           | 0 (0,0%)    | 1 (0,5%)    |
| Хиспаноамериканци | 2 (0,9%)    | 1 (0,5%)    |
| Укупно            | 231         | 219         |